# Tomás Campuzano
Tomás Campuzano (Écija, Provincia de Sevilla, 21 de febrero de 1957) es un torero español cuyo verdadero nombre es Tomás Rodríguez Pérez.

## Biografía
Pertenece a una larga familia taurina de la que son miembros sus hermanos, los toreros José Antonio Campuzano y Manuel Campuzano. Su hermano Javier fue novillero y Enrique picador.
Aunque nacido en Écija, con menos de un año se trasladó a la localidad sevillana de Gerena, donde sus padres José Rodríguez Campuzano y Araceli Pérez comenzaron a trabajar en la finca Retamar de la Coladas, propiedad de Enrique Beca, tío del torero Juan Carlos Beca Belmonte. La proximidad de la finca a diversas ganaderías bravas, como la de Lora Sangrán y Albaserrada, influyeron necesariamente en el nacimiento de su afición al toreo.  
Se vistió por primera vez el traje de luces en la localidad de El Bosque, Provincia de Cádiz, el 13 de junio de 1974. El debut con picadores tuvo lugar en su localidad natal, Écija, en marzo de 1975. Tomó la alternativa en la Plaza de Toros de la Real Maestranza de Caballería de Sevilla el 24 de abril de 1979, actuando como padrino El Viti y como testigo Curro Romero. El toro de la alternativa fue Contador, de 474 kg, negro. En esa tarde se lidiaron las ganaderías de Manolo González y Socorro Sánchez cortando oreja al segundo de su lote. 
Confirmó la alternativa el 5 de agosto de 1979 en Las Ventas de  Madrid, de mano de Antonio Francisco Vargas, actuando como testigo Antonio Chacón. El toro de su confirmación fue Conejito, 579 kg herrado con el número 3, negro, perteneciente a la ganadería La Herguijuela. 
Su periodo de máxima actividad se extendió entre 1984 y 1990, en 1984 alcanzó las 67 corridas, quedando el segundo del escalafón, en 1985  participó en 75 festejos, incluyendo los celebrados en las plazas americanas de Colombia y Venezuela. Se retiró el 17 de octubre de 1999, 20 años después de su alternativa, tras participar en la feria de San Lucas de Jaén. A partir de entonces reapareció fugazmente, sobre todo en festivales taurinos. En la actualidad colabora en escuelas taurinas y es apoderado de matadores jóvenes.